# غسان سلامه
غسان سلامه (عربی: غسان سلامة)؛ (انگلیسی: Ghassan Salamé)؛ (زادهٔ ۱ ژانویهٔ ۱۹۵۱) یک سیاستمدار لبنانی و مدیر مدرسه امور بین‌الملل پاریس و یک استاد علوم سیاسی در دانشگاه سوربن مستقر در پاریس است.
وی همچنین برندهٔ جوایزی همچون لژیون دونور (شوالیه) شده‌است.

## زندگی
غسان سلامه در سال ۱۹۵۱ در لبنان به دنیا آمد، او در دانشگاه سنت جوزف پاریس حقوق خواند، دکترای ادبیات از دانشگاه پاریس و دکترای علوم سیاسی از این دانشگاه گرفت.
غسان سلامه روابط بین‌الملل را در دانشگاه آمریکاییان در بیروت و دانشگاه سنت جوزف در بیروت و بعد در دانشگاه پاریس آموزش داد.

## سابقه و فعالیت‌ها
غسان سلامه در دولت رفیق حریری، نخست‌وزیر سابق از سال ۲۰۰۰ تا ۲۰۰۳ خدمت کرده‌است. وی وزیر فرهنگ لبنان بود و نیز رئیس و سخنگوی کمیته اجلاس عربی در مارس ۲۰۰۲ و سخنگوی اجلاس فرانکوفون در اکتبر ۲۰۰۲ در بیروت بوده‌است.
سلامه همچنین مشاور ارشد دبیرکل سازمان ملل از سال ۲۰۰۳ تا ۲۰۰۶ و مشاور سیاسی هیئت سازمان ملل در عراق (یونامی) در سال ۲۰۰۳ بوده‌است. زمان مأموریت وی در مصادف با بمب‌گذاری در ساختمان سازمان ملل در بغداد بود.
سلامه در حال حاضر عضو هیئت گروه بحران بین‌الملل در بروکسل، مؤسسه صلح بین‌المللی در نیویورک، بنیاد جامعه آزاد، کتابخانه اسکندریه مصر و چندین سازمان غیرانتفاعی دیگر می‌باشد.
او رئیس بنیاد مالی عربی برای هنر و فرهنگ است. سلامه همچنین عضو هیئت مرکز گفتگوی انسان‌دوستانه از سال ۲۰۱۱ تا ۲۰۱۵ بوده‌است.

## سفیر جدید سازمان ملل در لیبی
روز شنبه ۱۷ ژوئن ۲۰۱۷ آنتونیو گوترش، دبیرکل سازمان ملل اعلام کرد غسان سلامه اهل لبنان به عنوان سفیر جدید سازمان ملل به لیبی انتخاب شده‌است. وی جایگزین مارتین کوبلر اهل آلمان می‌شود. انتظار می‌رود این انتخاب در سازمان ملل مطرح و تصویب شد. به این ترتیب وی ششمین فرستاده سازمان ملل خواهد بود.
آنتونیو گوترش، سلامه را از میان چهار کاندیدا انتخاب کرد سه کاندید دیگر عبارت بودند از:
- اسماعیل ولد الشیخ احمد از کشور موریتانیا، فرستاده فعلی سازمان ملل به یمن
- فیلیپ اشپوری از کشور سوئیس مسئول سابق صلیب سرخ
- جمال بن عمر از کشور تونس فرستاده سابق[۱]

## تصویب منصب در شورای امنیت
شورای امنیت سازمان ملل روز سه شنبه ۲۱ ژوئن ۲۰۱۷ انتصاب وزیر فرهنگ پیشین لبنان غسان سلامه را به عنوان نماینده جدید سازمان ملل برای لیبی تصویب کرد.
آنتونیو گوترش دبیرکل سازمان ملل روز جمعه ۱۶ ژوئن ۲۰۱۷ رسماً غسان سلامه پروفسور روابط بین‌الملل و علوم سیاسی را پیشنهاد کرده بود.
جستجو برای جانشین مارتین کوبلر دیپلمات آلمانی که به عنوان نماینده سازمان ملل در لیبی از نوامبر ۲۰۱۵ خدمت کرده بود از فوریه ۲۰۱۷ شروع شد.

## آثار
غسان سلامه نویسنده کتابهای زیادی است و آثار مختلف وی به زبان فرانسه و عربی منتشر شده‌است، از جمله:
- کتاب Quand l’Amérique refait le monde; Appels d'empire: ingérences et résistances à l'âge de la mondialisation
- دولت و جامعه در شام (سرزمین شام) عربی
- سردبیر دموکراسی بدون دموکرات‌ها
- سیاست و آزاد سازی در جهان عرب و اسلام
- سیاست ادغام عربی و بنیادهای یک کشور عربی
- سیاست خارجی عربستان از سال ۱۹۴۵، مطالعه‌ای در روابط بین‌المللی
- آمریکا و جهان، وسوسه قدرت و محدوده.
- دلایل قیام‌های عربی لوموند، ۸ فوریه، ۲۰۱۱- سخنرانی
- خاور میانه جدید و قدیم

تألیفات او در زمینه سیاست در فارن پالیسی، Revue française de science politique,، یوروپین ژورنال اینترنشنال افرز، میدل ایست ژورنال و سایر نشریات روشنفکری چاپ شده‌است.